# Пояна (Васлуй)
Пояна (рум. Poiana) — село у повіті Васлуй в Румунії. Адміністративно підпорядковане місту Негрешть.
Село розташоване на відстані 284 км на північ від Бухареста, 26 км на північний захід від Васлуя, 39 км на південь від Ясс.

## Населення
За даними перепису населення 2002 року у селі проживали 276 осіб, усі — румуни. Усі жителі села рідною мовою назвали румунську.